# The Long Goodbye: LCD Soundsystem Live at Madison Square Garden
The Long Goodbye: LCD Soundsystem Live at Madison Square Garden es un álbum en vivo de la banda de rock estadounidense LCD Soundsystem lanzado en 2014. Es una grabación en vivo casi sin editar de su último espectáculo celebrado en el Madison Square Garden en 2011. En ese momento, este fue anunciado como el último espectáculo de la banda.

## Lanzamiento
El álbum fue lanzado el Record Store Day de 2014 como una caja de edición limitada de 5 LP. Este lanzamiento tiene una mezcla dedicada supervisada por James Murphy y masterizada por Bob Weston que se anuncia como "una mezcla completamente diferente a la película ". En 2021, se reeditó como un box set de 3 CD.

## Lista de canciones
Todas las canciones fueron escritas por James Murphy a menos que se indique lo contrario.
| Lado A |                      |          |  |
| N.º    | Título               | Duración |  |
| 1.     | «Dance Yrself Clean» | 9:48     |  |
| 2.     | «Drunk Girls»        | 3:40     |  |
| 3.     | «I Can Change»       | 6:23     |  |

| Lado B |                                    |          |  |
| N.º    | Título                             | Duración |  |
| 1.     | «Time to Get Away»                 | 4:08     |  |
| 2.     | «Get Innocuous!»                   | 6:53     |  |
| 3.     | «Daft Punk Is Playing at My House» | 5:15     |  |
| 4.     | «Too Much Love»                    | 4:42     |  |

| Lado C |                              |          |  |
| N.º    | Título                       | Duración |  |
| 1.     | «All My Friends»             | 7:20     |  |
| 2.     | «Tired/Heart of the Sunrise» | 2:58     |  |
| 3.     | «45:33» ("Intro")            | 1:50     |  |
| 4.     | «45:33» ("You Can't Hide")   | 4:58     |  |

| Lado D |                           |          |  |
| N.º    | Título                    | Duración |  |
| 1.     | «Sound of Silver»         | 4:58     |  |
| 2.     | «45:33» ("Out in Space")  | 10:25    |  |
| 3.     | «45:33» ("Ships Talking") | 9:22     |  |

| Lado E |                         |          |  |
| N.º    | Título                  | Duración |  |
| 1.     | «Freak Out/Starry Eyes» | 10:25    |  |
| 2.     | «Us V Them»             | 9:21     |  |

| Lado F |                       |          |  |
| N.º    | Título                | Duración |  |
| 1.     | «North American Scum» | 5:20     |  |
| 2.     | «Bye Bye Bayou»       | 4:42     |  |

| Lado G |                    |          |  |
| N.º    | Título             | Duración |  |
| 1.     | «You Wanted a Hit» | 7:47     |  |
| 2.     | «Tribulations»     | 4:51     |  |
| 3.     | «Movement»         | 4:16     |  |

| Lado H |                        |          |  |
| N.º    | Título                 | Duración |  |
| 1.     | «Yeah (Crass Version)» | 12:35    |  |
| 2.     | «Someone Great»        | 6:32     |  |

| Lado I |                                                                                     |          |  |
| N.º    | Título                                                                              | Duración |  |
| 1.     | «Losing My Edge» (interpolates "Ghost Rider" by Suicide and "Da Funk" by Daft Punk) | 8:48     |  |
| 2.     | «Home»                                                                              | 7:07     |  |
| 3.     | «All I Want»                                                                        | 5:54     |  |

| Lado J | |          |  |
| N.º    | Título | Duración |  |
| 1.     | «Jump into the Fire» | 7:16     |  |
| 2.     | «New York, I Love You but You're Bringing Me Down» (interpolates music from Twin Peaks written by Angelo Badalamenti and David Lynch) | 9:55     |  |

## Personal
LCD Soundsystem
- James Murphy – voz, percusión, sintetizador, órgano, teclados, piano, kalimba
- Tyler Pope – bajo, samples, sintetizador, percusión, órgano
- Pat Mahoney – batería, pads de sintetizador, voz
- Nancy Whang – sintetizador, voz, piano, órgano, samples, Wurlitzer
- Rayna Russom – sintetizador, percusión, piano, Wurlitzer, clavinet, voz, vocoder
- Matthew Thornley – guitarra, percusión, percusión [percusión electrónica], bajo, sintetizador, piano eléctrico, samples
- Al Doyle – guitarra, voz, percusión, sintetizador, bajo, clavinet, trompeta, órgano, glockenspiel
- Gunnar Bjerk – sintetizador, programación

### Músicos adicionales
- Jam Rostron (credited as Janine Rostron), Lizzy Yoder, Shannon Funchess, Tiffany Roth – backing vocals
- Mr. Dream and the State Street Singers – choir
- Phil Mossman – guitar, vocals
- David Scott Stone – guitar
- Trevor Sellers – piano
- Colin Stetson – saxophone
- Carter Yasutake – trumpet
- Kelly Pratt – trumpet
- Nick Roseboro – trumpet
- Alberto López – percussion
- Reggie Watts – vocals
- Juan Maclean, Shit Robot – vocoders
- Jeremy Gara, Régine Chassagne, Will Butler, Win Butler – backing vocals

### Producción
*Bob Weston – mastering
- James Murphy – producer, mixing
- Matthew Thornley – mix engineer
- Gunnar Bjerk – mix engineer
- Colt Steele – mix assistant
- Josh Harris – mix assistant
- Matthew Shaw – mix assistant
- Nelson Nuñez – mix assistant
- Christina Moon – recording
- Steve Revitte – recording
- Michael Vadino – art direction, design, photography
- Ruvan Wijesooriya – photography
- Vivan Thi Tang – photography